# Aristida brasiliensis
Aristida brasiliensis är en gräsart som beskrevs av Longhi-wagner. Aristida brasiliensis ingår i släktet Aristida och familjen gräs. Inga underarter finns listade i Catalogue of Life.